# Raketa Peninsula
Raketa Peninsula  är en halvö i Antarktis. Den ligger i Östantarktis. Australien gör anspråk på området.